# Штефан Раб
Штефан Конрад Раб (рођен 20. октобра 1966) је немачки забављач, комичар, музичар и бивши телевизијски водитељ. Раб је телевизијску каријеру започео гостовањем у комичној емисији Вивасион 1993. године. Постао је познат 1994. године, након што је написао хит сингл преваре националног фудбалског тренера Берти Вогтса. Од 1999. до 2015. био је домаћин касноноћне ТВ комедије, а створио је и низ других телевизијских емисија, попут Шлаг ден Раба и Бундесвисион: Музичко такмичење. Почетком 2010-их, Раб се сматрао "најмоћнијим човеком немачке забавне телевизије".
Раб је познат и по понављајућој улози продуцента, писца и извођача немачких пријава на Песми Евровизије почевши од 1998. Био је иницијатор националног предизборног шоуа Aнсер Стар фур Осло (Наша звезда за Осло), у коме је Победнички улазак Немачке на такмичење у 2010. у Ослу био је одлучан.